# Parafia wojskowa Miłosierdzia Bożego w Elblągu
Parafia wojskowa pw. Miłosierdzia Bożego w Elblągu znajduje się w Dekanacie Wojsk Lądowych Ordynariatu Polowego Wojska Polskiego (do 27-06-2011 roku parafia należała do Warmińsko-Mazurskiego Dekanatu Wojskowego). Jej proboszczem jest ks. ppłk Krzysztof Kacorzyk. Erygowana 21 stycznia 1993. Mieści się przy ulicy Świerkowej.
Kościół garnizonowy pw. św. Kazimierza znajduje się przy ul. Beniowskiego 32.